# Andy Tillison
Andy Tillison "Diskdrive" (21 juni 1959) is een Britse geluidstechnicus en musicus.

## Loopbaan
Tillisons naam dook voor het eerst op in een band uit Leeds genaamd The Vye, een newwaveband. Samen met drummer Dave Albone (die hijzelf geïnstalleerd had) richtte hij in 1981 A New Opera op. Het was toen voor het eerst dat hij samen speelde met Guy Manning. In 1987 verscheen zijn naam in de band Gold Frankincense & Disk Drive. Zij namen twee elpees op. Tillison was toen programmeur en speelde synthesizer. Niet veel later voegde Manning zich ook weer bij die band en ze namen het alleen op compactcassette verschenen No More Travelling Chess op. Tijdelijke leden waren toen Dave Albone en Hugh Banton (van Van der Graaf Generator). A Gap in the Night van deze combinatie verscheen later op The Corner of My Room. Daarna volgde nog even de band Sanctum (1996), waarin hij samenwerkte met Sam Baine. De bandnaam werd omgedoopt in Parallel or 90 Degrees (Po90). De bandnaam is gebaseerd op een track van het muziekalbum Magicians Hat van Bo Hansson. De band Po90 kwam langzaam van de grond. Tot aan het album More Exotic Ways to Die was het vrij rustig rondom de band. Tillison kwam bij collegae in de progressieve rock terecht bij de opnamen van A Kick in the Teeth for Civic Pride. De samenwerking mondde uit in een nieuwe band The Tangent.
Al die jaren speelde Tillison op bijna alle albums van Guy Manning mee. In 2007 volgde zijn eerste soloalbum Fog, uitgegeven in eigen beheer. In de jaren daarop raakte de loopbaan van Tillison en The Tangent steeds meer met elkaar verwezen, slechts af en toe kwam hij toe een een eigen album, terwijl de discografie van The Tangent tweejaarlijks werd uitgebreid.  

## Discografie

### Gold Frankincense & Disk Drive
- 1987: Where do we draw the line?
- 1989: Livecycle – a fractured view from the hard shoulder
- 1991: No More Travelling Chess (met muziek van Peter Hammill)

### Sanctum
- 1996: Acoustic Lens (cd-r)

### Po90
- zie Parallel or 90 Degrees

### Guy Manning
- zie Guy Manning

### The Tangent
- zie The Tangent

### Solo
- 2007: Fog
- 2011: Murk
- 2014: Electric sinfonia no. 2
- 2016: (Machte es) Durch
- 2021: Allium: una storia

- Gemeinsame Normdatei: 117059803X
- MusicBrainz: bdc96878-7331-4d32-a19d-6270e3569902
- Virtual International Authority File: 6317154198327520230005
- WorldCat: E39PBJw8XTXVJ4bFRJ8dFGGGpP